# Maria van Eicken
Maria van Eicken, född 1571, död den 21 april 1636, var markgrevinna av Baden, gift med Edvard Fortunatus av Baden.